# Comte romain
Le titre de comte romain (traduction littérale de Comes Romanus ou Conte Romano) était accordé par bref pontifical, principalement à une personne étrangère à l'État du Vatican. Celle-ci appartenait dès lors à la noblesse pontificale.
Le titre de comte romain pouvait être personnel ou héréditaire.
Le bénéficiaire ne rejoignait pas la noblesse de son pays, mais était parfois autorisé à y porter le titre de comte romain.

## Historique
Quand, en 1791, la République française annexe les États pontificaux, le pape n'a plus aucune souveraineté sur le Comtat Venaissin ni Avignon. Mais lorsque cette souveraineté lui est redonnée  en 1815 par le Congrès de Vienne, Pie VII rétablit la noblesse pontificale et ses titres.
Dans les brefs la formulation officielle était
«comte du palais apostolique et de la cour du Latran»
mais «comte romain» devient progressivement la forme en usage et  finit par remplacer l'ancien titre de «comte palatin». 
Du  dix-neuvième siècle à 1931, les souverains pontifes accordèrent 431 titres de comte à des Français dont 155 héréditaires et 66 subsistants.
Depuis 1931, l'anoblissement héréditaire est supprimé dans l'État du Vatican et en 1964 le pape Paul VI annonça qu'il n'y aurait plus de création de titres de noblesse pontificale.